# Challenger de Alphen aan den Rijn 2016

El torneo TEAN International 2016 es un torneo profesional de tenis. Pertenece al ATP Challenger Series 2016. Se disputará su 21ª edición sobre superficie tierra batida, en Alphen aan den Rijn, Países Bajos entre el 6 al el 11 de septiembre de 2016.

## Jugadores participantes del cuadro de individuales
| Favorito | País                            | Jugador            | Rank1 | Posición en el torneo |
| -------- | ------------------------------- | ------------------ | ----- | --------------------- |
| 1        | Bandera de los Países Bajos     | Robin Haase        | 62    |                       |
| 2        | Bandera de Bosnia y Herzegovina | Damir Džumhur      | 72    |                       |
| 3        | Bandera de Alemania             | Jan-Lennard Struff | 78    |                       |
| 4        | Bandera de Eslovenia            | Grega Žemlja       | 149   |                       |
| 5        | Bandera de los Países Bajos     | Thiemo de Bakker   | 150   |                       |
| 6        | Bandera de Francia              | Constant Lestienne | 168   |                       |
| 7        | Bandera de Croacia              | Franko Škugor      | 190   |                       |
| 8        | Bandera de Serbia               | Peđa Krstin        | 200   |                       |

- 1 Se ha tomado en cuenta el ranking del 29 de agosto de 2016.

### Otros participantes
Los siguientes jugadores recibieron una invitación (wild card), por lo tanto ingresan directamente al cuadro principal (WC):
- Jelle Sels
- Botic van de Zandschulp
- Jesse Huta Galung
- Tallon Griekspoor

Los siguientes jugadores ingresan al cuadro principal tras disputar el cuadro clasificatorio (Q):
- Maxime Chazal
- Oscar Otte
- Andriej Kapaś
- Cedrik-Marcel Stebe

## Campeones

### Individual Masculino
- derrotó en la final a  ,

### Dobles Masculino
- /   derrotaron en la final a   /  ,